# Lacinularia ismailoviensis
Lacinularia ismailoviensis is een raderdiertjessoort uit de familie Flosculariidae. De wetenschappelijke naam van deze soort is voor het eerst geldig gepubliceerd in 1872 door Poggenpol.